# Große Miesmuschel
Die Große Miesmuschel oder Pferdemuschel (Modiolus modiolus) ist eine Muschel-Art aus der Familie der Miesmuscheln (Mytilidae). Es ist die Typusart der Gattung Modiolus.

## Merkmale
Das gleichklappige, etwas bauchige Gehäuse ist länglich-eiförmig mit einem gebogenen bzw. winkligen Dorsalrand und einem stumpfen Wirbel. Die Wirbel sitzen nahe, jedoch noch deutlich vor dem Vorderende. Sie sind eingebogen und stehen vergleichsweise weit auseinander. Die Gehäuse werden bis 23 cm lang, meist jedoch nur etwa 13 cm lang. Das Ligament ist recht lang. Der vordere, sehr kleine Schließmuskel sitzt weit vorne am Vorderrand, der hintere Schließmuskel ist sehr groß. Das Schloss ist zahnlos, der Schlossrand glatt. Die Schale ist aus einer inneren, aragonitischen Lage (Perlmutt), einer mittleren, kalzitischen Lage bestehend aus prismatischen Strukturen und einer äußeren organischen Lage (Periostracum) aufgebaut. Die Mantellinie ist nicht gebuchtet. Bei juvenilen Exemplaren ist das Periostracum haarförmig ausgezogen. Bei älteren Tieren ist die Oberfläche, abgesehen von groben Anwachslinien glatt. Die Schale ist hellviolett bis bläulich gefärbt mit einem dicken, dunkelbraunen bis schwarzbraunem Periostracum. Die Gehäuse sind mit Byssus an den Untergrund oder auch an anderen Exemplaren der Art angeheftet.
Rechte und linke Klappe des gleichen Tieres:

Rechte Klappe
Linke Klappe

## Ähnliche Arten
Die Große Miesmuschel unterscheidet sich durch ihre enorme Größe von anderen Miesmuschel-Arten im Verbreitungsgebiet bzw. von der Bärtigen Miesmuschel (Modiolus barbatus).

## Geographische Verbreitung und Lebensweise
Die Art kommt an den Küsten des nördlichen Atlantik und des nördlichen Pazifiks vor. Im Atlantik reicht das Verbreitungsgebiet von der Arktis bis in die Bretagne, an der amerikanischen Ostküste bis auf die Höhe von Florida. Im Pazifik erstreckt es sich wiederum von der Arktis bis Kalifornien und bis Japan. Die Art kommt auch in der Nordsee und der westlichen Ostsee vor. Sie kommt dort vom tiefen Intertidal bis in 150 m Wassertiefe vor.
Die Art gräbt sich bis etwa zur Hälfte in Schlick oder sandigen Schlick ein und/oder heftet sich mit dem Byssus an gröberen Partikeln und Steinen fest. Bei günstigen Lebensbedingungen kann sie auch Bänke bilden; dabei dienen die Gehäuse andere Tiere als Substrat.

## Entwicklung
Die Entwicklung wurde bisher nur unter Laborbedingungen beobachtet. Die befruchteten Eier maßen 78 bis 90 µm im Durchmesser bei einem Mittelwert von 85 µm. Die Entwicklung verlief über eine zilienbesetzte Gastrula zu einer Trochophora. Die länglich, annähernd konische Trochophora besaß am größeren Ende an apikales Flagellum. 40 Stunden nach der Befruchtung erschien das erste D-förmige Gehäuse (Prodissoconch I) mit einer Länge von 105 µm, einer Höhe von 90 µm und einer (geraden) Schlosslinie von 90 µm. Die gerade Schlosslinie blieb bei weiterem Wachstum konstant in der Länge (bei etwa 100 µm). Bei einer Länge von 150 bis 165 µm wurde die gerade Schlosslinie durch den sich entwickelnden Wirbel undeutlicher. Bei einer Länge von 230 bis 245 µm und nach etwa 13 Tagen wurde der Fuß sichtbar; die Larve wird nun als Pediveliger bezeichnet. Bei 270 µm Gehäuselänge erschienen die pigmentierten Augenflecke. Der Fuß wurde nach 18 Tagen und bei einer Gehäuselänge von 295 µm voll funktionsfähig. Nach 19 Tagen gingen die ersten Pediveliger zum Bodenleben über.

## Taxonomie
Das Taxon wurde von Carl von Linné 1758 als Mytilus modiolus in die wissenschaftliche Literatur eingeführt. Es ist die Typusart der Gattung Modiolus Lamarck, 1799 durch sekundäre Tautonymie.

## Belege